# 間違い以上に間違っている
間違い以上に間違っている（まちがいいじょうにまちがっている、英語: wronger than wrong）とは、マイケル・シャーマーがアシモフの公理 (Asimov's axiom) と呼んだ、アイザック・アシモフのエッセイ集『誤りの相対性』(The Relativity of Wrong) で議論されている誤謬を評した言葉。二つの誤謬があり、一方が他方より、明らかにより著しく間違っているようなときに、両者を同一視するようなことを「間違い以上に間違っている」と表現する。アシモフは次のように述べている。
When people thought the Earth was flat, they were wrong. When people thought the Earth was spherical, they were wrong. But if you think that thinking the Earth is spherical is just as wrong as thinking the Earth is flat, then your view is wronger than both of them put together.

地球は平坦であるという考えは間違っていた。地球は球であるという考えも間違っていた。しかし、あなたが地球が平坦であるという間違いと地球が球であるという間違いを同じことと思うなら、あなたの考え方は二つの間違いを合わせた以上に間違っている。
アシモフは、科学が、進歩するものであるとともに、積み重ねられていくものであると説明する。科学上の学説は、後の時代に間違っていたことが証明されるとしても、その間違いの程度は、過去の誤りに対応していくことによって、時とともに穏やかなものとなっていく。例えば、衛星を利用したデータの収集によって、極めて高い精度で、地球の形状が、真球とどうに違うのかが明らかにされている。
シャーマーは、間違い以上に間違っている状態は、「間違いですらない (not even wrong)」状態、すなわち反証不可能であること以上にひどい間違いだと述べている。
ジョン・ジェンキンスは、『誤りの相対性』の書評で、この表題作のエッセーについて、「アシモフの科学についての考えを理解する上で、また、しばしば聞かれる、どんな学説も未熟であって科学は本当は何も「わかって」いないと主張するような、避け難い反科学的な攻撃に対抗する武装としても、重要なものだと思う」と述べた。